# Francis Strauven
Francis Strauven (1942) is een Belgisch architect, architectuurhistoricus en emeritus hoogleraar van de UGent.

## Opleiding
In 1986 doctoreerde Strauven aan de KU Leuven, met een proefschrift over de ideeën en het werk van Aldo van Eyck. 

## Carrière
In 1999 werd Strauven aangesteld als docent aan de UGent. In 2000 kreeg hij de titel hoogleraar om vervolgens in 2005 op emeritaat te gaan.

## Bouwkundige werken (selectie)
| Object                       | Erfgoedstatus?                 | Bouwjaar of architect | Deelgemeente | Adres            | Coördinaten | Nummer? | Afbeelding                   |
| ---------------------------- | ------------------------------ | --------------------- | ------------ | ---------------- | ----------- | ------- | ---------------------------- |
| Modernistisch woonhuis Jalon | vastgesteld bouwkundig erfgoed | 1962                  | Zolder       | Sterrenwacht 150 |             | 214868  | Modernistisch woonhuis Jalon |

## Publicaties (selectie)
- Monografieën over Jos Bascourt, Renaat Braem, Aldo van Eyck, Robert Schuiten en Eugeen Liebaut[3]
- Geert Bekaert en Francis Strauven, Bouwen in België 1945 - 1970, Nationale Confideratie van het Bouwbedrijf, 1971
- Francis Strauven, De fifties in België, tentoonstellingscatalogus ASLK-Galerij, ASLK-galerij, Brussel 1988-1989
- Francis Strauven, Renaat Braem : de dialectische avonturen van een Vlaams functionalist, Archief voor Moderne Architectuur, Brussel 1983
- Francis Strauven, De Pastoor Van Arskerk Den Haag. Een tijdloze sacrale ruimte van de hand van Aldo van Eyck, Architecture Curating Practice, Brussel, 2022.

## Trivia
- In de gemediatiseerde discussie in 2022-2023 rond het ontwerp van Daniel Libeskind voor de herbestemming van de Boerentoren, was Strauven tegen het voorstel gekant.[4]

- Bibsys: 90227914
- Bibliothèque nationale de France: cb12343876z (data)
- CiNii: DA00971291
- Digitale Bibliotheek voor de Nederlandse Letteren: stra104
- Gemeinsame Normdatei: 173049591
- International Standard Name Identifier: 0000 0001 1759 8385
- Library of Congress Control Number: n83072706
- Nationale bibliotheek van Australië: 36410350
- Nationale Bibliotheek van Israël: 987007450069105171
- Nederlandse Thesaurus van Auteursnamen: 069069352
- Système universitaire de documentation: 061050989
- Trove: 1254811
- Virtual International Authority File: 41913693
- WorldCat: E39PBJkMFKGhfgf4MpcQpPBMfq